# ليزيت أوليفيرا
ليزيت أليكسيس جوتيريز (بالإنجليزية: Lisette Alexís Gutiérrez)‏، من مواليد 16 أبريل 1999، هي ممثلة أمريكي من لوس أنجلوس، كاليفورنيا. اشتهرت بدورها في مسلسل الكنز الوطني: حافة التاريخ (2022–2023).

## روابط خارجية
- ليزيت أوليفيرا على موقع IMDb (الإنجليزية)
- ليزيت أوليفيرا على موقع روتن توميتوز (الإنجليزية)
- ليزيت أوليفيرا على موقع ألو سيني (الفرنسية)
- ليزيت أوليفيرا على موقع قاعدة بيانات الفيلم (الإنجليزية)
- ليزيت أوليفيرا على موقع كينوبويسك (الروسية)